# Chamorchis alpina
Genre
Espèce
Statut de conservation UICN

 LC  : Préoccupation mineure
Statut CITES
Chamorchis alpina, seule espèce du genre Chamorchis, l’Orchis nain des Alpes, l’Orchis des Alpes ou l’Orchis nain, est une orchidée terrestre européenne.

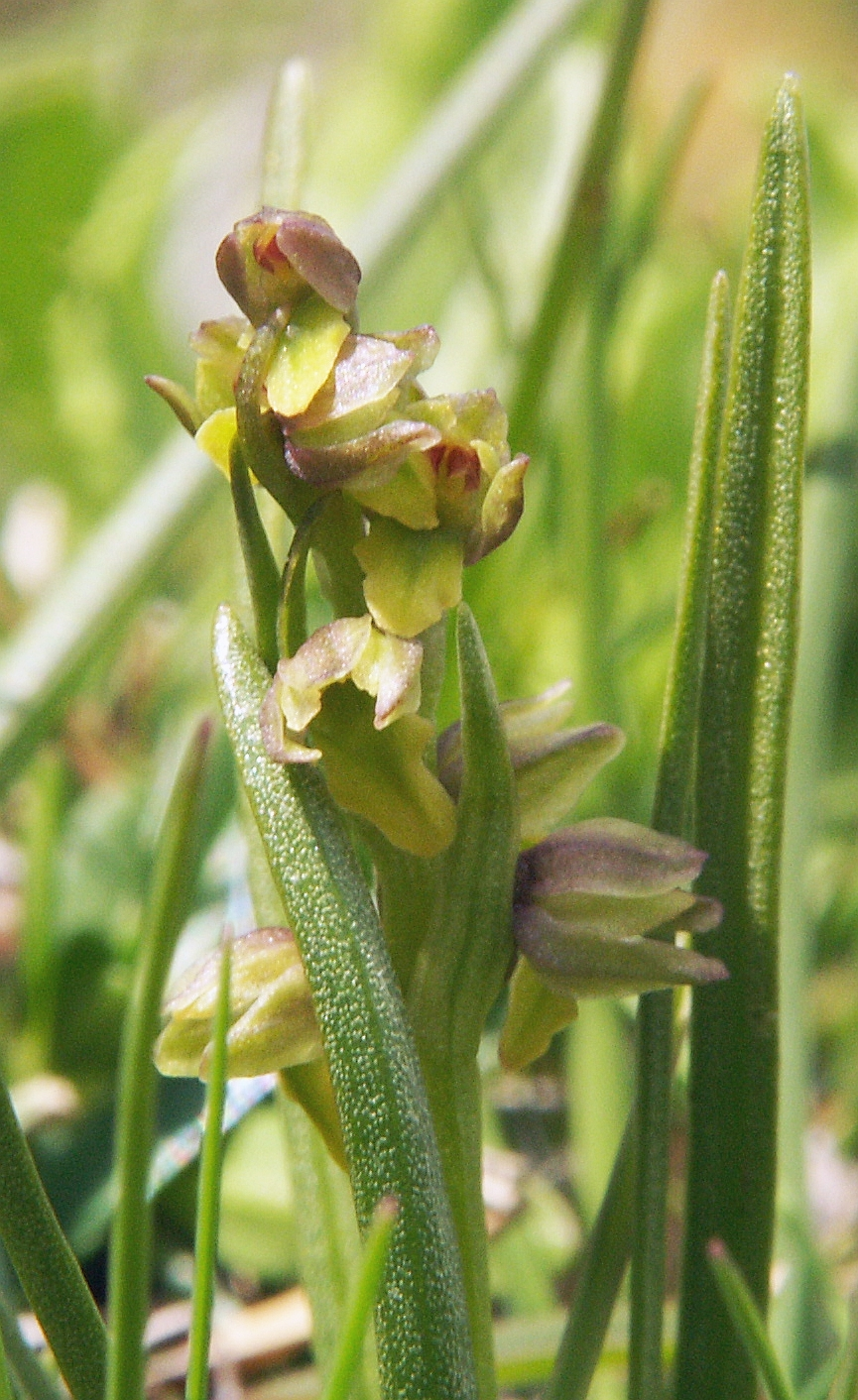
Détail des fleurs.